# Louisy Joseph
Louisy Joseph (* 14. April 1978 in Vénissieux; eigentlicher Name Lydy Charlotte Louisy-Joseph) ist eine französische Popsängerin.
Bekannt wurde sie als Mitglied der Band L5, die 2001 die erste Staffel der französischen Casting-Show Popstars gewonnen hatten.
Nach der Trennung 2007 war sie die Erste, die eine Solokarriere startete. Sie unterschrieb beim Label Athlético records von Pascal Obispo und profitierte von den etablierten Songschreibern des Verlags. Als Künstlernamen wählte sie bewusst ihren Doppelnachnamen, um sich von ihrer Zeit als Lydy in der Girlgroup L5 abzugrenzen. Im April 2008 erschien ihr erstes Soloalbum La saison des amours, das als Höchstposition Platz 25 erreichte. Deutlich erfolgreicher war ihre erste Single Assis par terre, die Ende Mai auf Position 3 in die Charts einstieg.
2014 nahm sie an der fünften Staffel der französischen Tanzshow Danse avec les stars teil.

## Diskografie
Alben
- La saisons des amours (2008)

Singles
- Assis par terre (2008)
- Mes Insomnies (2008)